# Campanya de l'Iraq Arabí, el Khuzestan i Bagdad (1399-1400)
El 1399 i 1440 es van produir campanyes militars paral·leles no dirigides personalment per Tamerlà.
Tamerlà va enviar al príncep Rustem amb dos mil homes a Siraz, amb ordre per Pir Muhammad ibn Umar Xaikh de marxar cap a Bagdad. Rustem va arribar a la capital del Fars per la ruta de Yadz i Abarkuh i fou ben rebut pel seu germà Pir Muhammad. Poc després Rustem i els amirs Sevinjik Bahadur i el seu nebot Hasan Jandar, amb els seus homes, van marxar cap a Bagdad, passant per Behbehan i Xuixtar. Rustem va deixar com a governadors de Siraz, seguint les ordres de Tamerlà, als amirs Said Barles i Alibek Aisa. Pir Muhammad ibn Umar Xaikh havia de marxar també però va anar retardant la sortida i quan finalment va marxar al cap de poc va al·legar una malaltia per retornar des de Nobengian al Khuzestan. Mentre Rustem va assolar la vila de Lorasterek a la regió de Ram-Hurmuz i Dezful a la frontera de Luristan i el Khuzestan; a Dombdar va derrotar a la gent de Saki i Febli (possiblement caps locals lurs) i després va devastar Bad i Bàssora on va capturar nombrosos esclaus; tot seguit va arribar a Mendeli (setembre de 1399) on el governador Mir Ali Kalender va oferir resistència però fou derrotat; onze dels seus homes foren executats i la ciutat fou saquejada.
Mentre Pir Muhammad ibn Umar Xaikh va retornar a Siraz oficialment malalt; després va començar a fer algunes coses estranyes o que així els van semblar a diversos oficials que en van informar a Said Barles, el governador, el qual va fer uns investigació i finalment va detenir a Pir Muhammad a la fortalesa interior on ell mateix es va allotjar, deixant a Ali Beg Aissa al càrrec del govern de la ciutat. En va informar a Tamerlà que va enviar a l'amir Allahdad per castigar (executar) als instigadors del canvi de actitud del príncep; Allahdad va anar a Siraz i va executar a tres alts càrrecs del govern, a un altre se li van tallar cames i braços i tres mes foren empresonats; el príncep fou portar a Samarcanda lligat i va comunicar a Rustem (que era a Mendeli) que Tamerlà l'havia designat virrei de Pèrsia. Rustem va abandonar Mendeli i es va dirigir a Siraz per prendre possessió del govern i els amirs Hasan Jandar i Hassan Jagadul es van quedar amb ell mentre que Sevenjik va anar a Karabagh amb Tamerlà. Mentre Mir Ali Kalender va arribar a Bagdad on va informar al sultà que va posar Bagdad en estat de defensa.

## Khuzestan i Bagdad (1399-1400)
Al Khuzestan Tamerlà havia designat governador a l'amir Shirwan que va decidir que volia enriquir-se i va anar augmentant les seves exaccions fins a arribar a Shams al-Din Dehdar que era el principal notable de la província, i a altres notables destacats. També va fer matar el governador d'Hawiza. Finalment va entrar en rebel·lió oberta i amb uns mil homes fidels se’n va anar a Bagdad on va oferir els seus serveis al sultà Ahmad. Aquest el va acollir molt be. Però Shirwan va intentar subornar a diversos amirs i notables i els pagaments (importants) que els va fer eren apuntats pel seu comptable, i per un error les notes van caure en mans de Kaure Bahadur, oficial del sultà, que va informar a aquest; un dels que mes diners havia rebut, un tal Rafi, fou executat pel sultà per pròpia ma; en aquell moment Shirwan i els amirs Kutub Haidar, Mansur Amir i altres havien sortit de Bagdad per anar a devastar el territori Oirat. El sultà va enviar a Yadighar Ektatxi amb ordre d'executar a Shirwan, cosa que es va complir i el cap del traïdor fou enviat a Bagdad; en els vuit dies següents el sultà va fer matar uns dos mil dels seus oficials dels que sospitava relacions amb Shirwan. La dama Vase Khatun, que havia alletat i després criat al sultà, fou executada per les mateixes causes; les altres dames de la casa i alguns oficials foren executats de pròpia ma pel sultà i tirats al Tigris.
El serrall fou tancat amb prohibició d'entrar i sortir i els domèstics que portaven els menjars a palau havien de deixar-lo a la porta sense poder entrar. Al cap d'uns dies el sultà amb ajut d'alguns servidors especialment fidels, va sortir de nit, va creuar el Tigris de nit i es va dirigir a territori del turcman Kara Yusuf kara koyunlu; a palau es va seguir fingint que el sultà restava allí; al cap d'uns dies Ahmad va tornar amb l'amir turcman al que havia ofert una part de les riqueses de Bagdad; van acampar a l'altre costat del riu i Ahmad el va creuar i va tornar al seu palau.
Ahmad va cobrir als turcmans de regals, or, joies, diner i honors a canvi de la seva protecció però no els va permetre entrar a Bagdad. Ahmad va posar espies arreu per estar informat dels moviments de Timur i dels governants timúrides de l'Azerbaidjan i Pèrsia. L'agost del 1400, sabent que Timur anava cap a Sivas, va pensar que en cas que Timur entrés a Síria tindria tots els camins tallats i la fugida complicada i va entregar el govern de Bagdad al amir Fàraj i amb els seus bens les seves dones i els fills, escortat i acompanyat per Kara Yusuf, es va retirar de Bagdad, van creuar l'Eufrates i es van dirigir cap a Alep a Síria, on governava Timurtash, i després cap a Anatòlia, a territori de l'otomà Baiazet I.